# Resonance of Fate
Pour les articles homonymes, voir Résonance (homonymie).
Resonance of Fate, ou End of Eternity (エンド オブ エタニティ, Endo Obu Etaniti) au Japon, est un jeu vidéo de rôle développé par tri-Ace et publié par Sega sur Playstation 3 et Xbox 360. Une version HD 4k est prévue le 18 octobre 2018 sur Playstation 4 et Windows sous le nom Resonance of Fate 4K/HD Edition. Le jeu se déroule dans un univers steampunk assez sombre, mais fait toutefois preuve de personnages et d'un humour décalés.

## Préambule
Dans un avenir lointain, la Terre a subi de terribles changements dans son environnement. Pour des raisons inconnues, un gaz empoisonné est sorti du sol terrestre, ce qui provoqua une extinction presque complète de la race humaine. Les survivants construisirent une gigantesque tour nommée Basel afin de s'y installer et de continuer à vivre au-dessus de l'air impur recouvrant la surface de la planète. La civilisation a donc depuis repris ses droits, les classes sociales les plus aisées résidant au sommet de la tour (nommé Chandelier) tandis que les plus pauvres sont conditionnés dans les étages les plus bas.

## Système de jeu
Le jeu utilise un système de combat nommé tri-Attack-Battle qui est un mélange de temps réel et de tour par tour. Au début d'un combat, le joueur commence par choisir l'un des personnages à contrôler, pour ensuite le déplacer et le faire attaquer ses adversaires. Le tour du personnage s'arrête une fois que son attaque est fini. Pendant que le personnage se déplace ou attaque, les ennemis font de même.
Chaque tour de jeu est limité en temps, durant lequel le joueur peut déplacer son personnage ou le faire changer d'arme. Cependant, une seule attaque par personnage est autorisé pendant un tour, après laquelle le tour du personnage prendra fin même s'il lui reste du temps. Ces attaques sont régies par un système de charge, c'est-à-dire qu'une jauge se remplit progressivement une fois que l'on a lancé une attaque sur un ennemi, et qu'il faut attendre qu'elle soit pleine pour la déclencher réellement. De plus, le joueur a la possibilité de laisser la jauge se charger plusieurs fois afin de réaliser une attaque plus puissante. Le temps de charge est directement lié à la distance qui sépare le personnage de sa cible : plus l'ennemi sera près, plus la charge s'effectuera rapidement, mais le joueur sera plus exposé à des représailles. Il est possible d'observer la jauge de charge de n'importe quel ennemi.
Le joueur peut donc se déplacer librement sur le champ de bataille, mais il a également la possibilité de créer des chemins prédéfinis que ses personnages suivront au moyen des actions héroïques. Pendant ces attaques spéciales, le personnage devient invincible et peut lancer autant d'attaques que possible durant son déplacement. Cependant, le nombre de ces attaques est limité grâce à la « Jauge Héros ». Celle-ci est donc une jauge divisé en plusieurs portions (trois au début du jeu, mais plus d'une dizaine vers la fin). Chaque action héroïque consomme une portion de la jauge, mais détruire un adversaire ou l'un de ses membres en redonne une.
De plus, les armes peuvent être facilement personnalisées en utilisant des objets gagnés en gagnant des combats. Ces objets pourront être par la suite améliorés afin de rajouter, par exemple, une lentille ou un plus grand chargeur de munition à votre arme.
Il est également important de noter que le joueur pourra recommencer n'importe quel combat perdu
moyennant quelques rubis (la monnaie utilisée dans le jeu).

## Personnages

### Protagonistes
Zephyr (ゼファー, Zefā) - Un jeune homme de 17 ans est le personnage principal du jeu.
Ayant été élevé dans un orphelinat, Zephyr possède un point de vue très péjoratif sur la vie, découlant d'une haine de Dieu et résultant en une fusillade dans une école. Vashyron, qui était militaire à cette époque, eu comme mission de l'éliminer, mais à la suite de leur rencontre, ce dernier lui proposa de rejoindre sa force militaire privée. C'est ainsi que Zephyr commença sa vie de soldat mercenaire.
Vashyron (ヴァシュロン, Vashuron) - Un homme de 26 ans auparavant militaire, Vashyron ouvrit sa propre force militaire privé afin de gagner sa vie. Durant une mission où il devait supprimer des adolescents provoquant des émeutes, il rencontra Zephyr et l'invita à rejoindre son entreprise. Vashyron était un subordonné d'un cardinal durant son service, et a été le seul survivant de son escouade durant une escarmouche.
Leanne/Reanbell (リーンベル, Rīnberu) - Une jeune fille blonde de 21 ans.
Elle a failli perdre la vie dans un certain évènement durant lequel elle rencontra Zephyr, puis rejoint le groupe de Vashyron.
Subject #20 (実験体２０号, Jikken tai nijū gou) - Une jeune fille de 19 ans qui a été élevé dans un institut de recherche. Elle est le résultat d'une série d'expériences. Son corps était biologiquement contrôlé afin d'expirer le jour de son vingtième anniversaire. Apprenant cette nouvelle, elle décida de s'enfuir, et de défier son destin en se suicidant. Lors de sa chute d'un pont, Zephyr décida de la sauver. Plus tard, elle changea d'apparence et devint Leanne, vivant apparemment au-delà de sa date d'expiration.

### Cardinaux
C'est une organisation qui guide la religion de Riedel et est responsable pour le système de classe mis en place à Basel. À l'origine, le gouvernement était mené par le prélat Frida, mais elle meurt au jeune âge de vingt ans. Sa mort a affecté beaucoup de gens, car elle avait redonné beaucoup d'espoir au peuple de Basel. Mais n'ayant pas de successeur approprié, les Cardinaux prirent en main les devoirs du gouvernement et commencèrent à posséder une imposante influence sur les vies des habitants de la tour. Tous les cardinaux vivent dans les étages les plus élevés de Basel.
Rowen (ロエン, Roen) - Cet homme de 43 ans a pris la direction des cardinaux après la mort du prélat Frida. Rowen nourrit de grandes inquiétudes à propos du futur du Basel et prie pour la prospérité et le bonheur de son peuple, et son attitude envers Dieu change durant l'histoire.
Veronique (ヴェロニク, Veroniku) - Cette femme de 25 ans est le bras droit de Rowen. Elle fournit un soutien à son chef, qui a une totale confiance en elle.
Theresa (テレサ, Teresa) - Une femme de 65 ans étant aristocrate, elle est Cardinal.
Jean-Paulet (ジャンポール, Janpōru) - Un Cardinal de 21 ans ayant une très haute estime de soi. Son narcissisme le met parfois en travers de ses devoirs.
Antourion (アントリオン, Antorion) - À l'âge de 70 ans, il est le doyen des Cardinaux. Il a soif de connaissance et cherche toujours à avoir les réponses à ses questions. Il enquête sur le phénomène bizarre qui se passe autour de Basel et n'a pas l'air au courant du projet secret de Rowen.
Barbarella (バーバレラ, Bābarera) - Âgé de 24 ans, cette jeune femme aux formes voluptueuses profite de sa vie d'aristocrate et de sa place parmi l'élite.
Garigliano (ガリジャーノン, Garijānon) - Cet homme de 45 ans est constamment en quête de la beauté, et est responsable des arts et modes de Basel.

### Chercheurs
Juris (ユリス, Yurisu) - Cet homme de 45 ans travaille à l'institut de recherche Etasil. Malgré son tempérament assez froid, il est un homme de confiance pour Subject #20.
Sullivan (サリヴァン, Sarivan) - Après la mort du prélat Frida, cet homme mystérieux de 43 ans se présenta à Rowen et lui offrit ses services afin qu'il accomplisse ses idéaux. Avec la permission de ce dernier, Sullivan commença un projet à l'institut de recherche lié au futur de Basel.

## Doublage

### Voix anglaises
- Zephyr : Scott Menville
- Leanne : Jessica DiCicco
- Vashyron : Nolan North
- Sullivan : Chris Edgerly
- Cardinal Rowen : Jim Ward
- Cardinal Antourion : Tom Kane
- Cardinal Garigliano : Dave B Mitchell
- Cardinal Theresa : Barbara Goodson
- Cardinal Jean-Paulet : Sam Riegel
- Cardinal Lagerfield : Charles Martinet
- Cardinal Pater : Jason Marsden
- Cardinal Barbarella : April Stewart
- Cardinal Veronique : April Stewart
- Juris : Kirk Thornton
- Gelsey : Dwight Schultz
- Rebecca : Catherine Taber
- Freida : Julie Nathanson
- Cochet : Kari Wahlgren
- Victor : James Arnold Taylor

### Voix japonaises
- Zephyr : Hiro Shimono
- Leanne : Aya Endo
- Vashyron : Ken Narita
- Sullivan : Takehito Koyasu
- Cardinal Rowen : Keiji Fujiwara
- Cardinal Antourion : Masaharu Sato
- Cardinal Garigliano : Norio Wakamoto
- Cardinal Theresa : Noriko Uemura
- Cardinal Jean-Paulet : Takuma Terashima
- Cardinal Lagerfield : Yoshinori Sonobe
- Cardinal Pater : Nobuyuki Hiyama
- Cardinal Barbarella : Ai Orikasa
- Cardinal Veronique : Wakana Yamazaki
- Juris : Hidenobu Kiuchi
- Gelsey : Shigeru Chiba
- Rebecca : Yukana Nogami
- Freida : ?